# Ахмедов, Джафар Намиг Камал оглы
Ахмедов Джафар Намиг Камал оглы (род. 16 августа 1950) — советский и азербайджанский актёр. Народный артист Азербайджанской Республики (2013).

## Биография
Ахмедов Джафар Намиг Камал оглы родился 17 августа 1950 года. В 1972 году окончил культурно-просветительский факультет Азербайджанского государственного художественного института имени М. А. Алиева. С 1972 года Джафар Ахмедов, работавший актёром в ТЮЗе, сыграл следующие роли: Раджаб («Ширинбала собирает мед» С. Гадирзаде), Посланник («Бир пача Ватан» Ф. Садика), Вестник («Рустам и Зохраб» И. Джошгуна), Хозяин («Шахиды» Б. Вагабзаде), Учитель Гасанов («Школа села Данабаш» Д. Мамедгулузаде), Гачай бек («Если сосед хороший, то и слепую выдаст замуж» Р. Эфендиева) и др. С 1996 года Дж. Ахмедов принят в художественный состав Академического национального драматического театра и сыграл на сцене театра следующие роли: Эйнштейна («Ах, Париж…Париж!…» Эльчина), Тигран 2 («Поход Помпеи на Кавказ» Н. Гасанзаде), Адхам Тагиев («Безумный и умный» И. Эфендиева), Литературный деятель («Мой любимый сумасшедший» Эльчина), Друг («Мой муж сумасшедший» Эльчина), Визирь Мирза Хабиб («Министр Ленкоранского хана» М. Ф. Ахундова), Халил («Призрак на почте» Эльчина), Кямран Гызылсас («Старый дом» А. Амирли), Гуламели («Люди мира сего» Хидаят), Смеющийся («Каждому своя доля» Х. Годжа), Шейх Ахмед («Мертвые» Д. Мамедгулузаде), Принц («Хуршидбану Натаван» И. Эфендиева), Генерал («Последний приказ генерала» Вагифа Самедоглу), Амиргулу («Яшар» Джафара Джаббарлы).
Актёр также играл в сериалах «Отец дочери» (Ярик), «Книга моей матери» (Рустам), «Дуэль» (Азиз), «Юрд ери» (Садреддин).

## Награды
- В 2002 году Джафару Ахмедову было присвоено почетное звание Заслуженного артиста Азербайджанской Республики.
- Он лауреат президентской премии.
- В 2013 году ему было присвоено почетное звание Народного артиста Азербайджана.
- Он был награждён Президентской премией 30 апреля 2014 года[1] и 6 мая 2015 года.[2]
- 6 мая 2016 года ему была присвоена индивидуальная стипендия Президента Азербайджанской Республики.[3]

## Фильмография
1. На грани несчастья (фильм, 1977)
2. Книга моей матери (фильм, 1994)
3. Родина (фильм, 1994)
4. Груз (фильм, 1995)
5. Дуэль (фильм, 1995)
6. Малыш-монстр (фильм, 1997)
7. Родина (фильм, 1997)
8. Суд любви (фильм, 1998)
9. Азербайджанские ханства. Нахчыванское и Иреванское ханства. Фильм 5 (фильм, 2003)
10. Момент истины (фильм, 2003)
11. Премия (фильм, 2004)
12. Бомба (фильм, 2005)
13. Ложь (фильм, 2005)
14. Урок лидерства (фильм, 2007)
15. Доброе утро мой ангел! (фильм, 2008)
16. 3 сестры (фильм, 2012—2014) (художественный сериал) (роль: Просветленный человек)
17. Записки дервиша (фильм, 2013)
18. 100 документов (фильм, 2015)
19. Совесть (сериал, 2016)
20. Хогга (фильм, 2017)
21. Коллеги (фильм)

## Источник
- Namiq K. 65 yaşın qəhqəhəsi: Və ya birhissəli üçpərdəli yubiley: /müsahibəni apardı Həmidə Nizamiqızı //Mədəniyyət.- 2015.- 1 may.- S.6.
- Namiq K. «…İstedadsızların əlindən başımı götürüb qaçdım»: //Xalq cəbhəsi.- 2015.- 7 may.- S.15.
- Namiq K. «Sıfır yaşımdan beləyəm»: Cəfər Namiq Kamal: «Camaat öz dərdini çəkə bilmir, biz aktyorlar isə…»: /müsahibəni apardı Etibar Cəbrayıloğlu //Ədalət.- 2015.- 2 may.- S. 11.